# Gare de Sèvres-Rive-Gauche
Ne doit pas être confondu avec Gare de Sèvres - Ville-d'Avray.
La gare de Sèvres-Rive-Gauche est une gare ferroviaire française de la ligne de Paris-Montparnasse à Brest, située sur le territoire de la commune de Sèvres, dans le département des Hauts-de-Seine, en région Île-de-France.
Cette gare de la Société nationale des chemins de fer français (SNCF) est desservie par les trains de la ligne N du Transilien (réseau de Paris-Montparnasse).

## Situation ferroviaire
Établie à 96 m d'altitude, la gare de Sèvres-Rive-Gauche est située au point kilométrique (PK) 9,633 de la ligne de Paris-Montparnasse à Brest, entre les gares de Bellevue et de Chaville-Rive-Gauche.

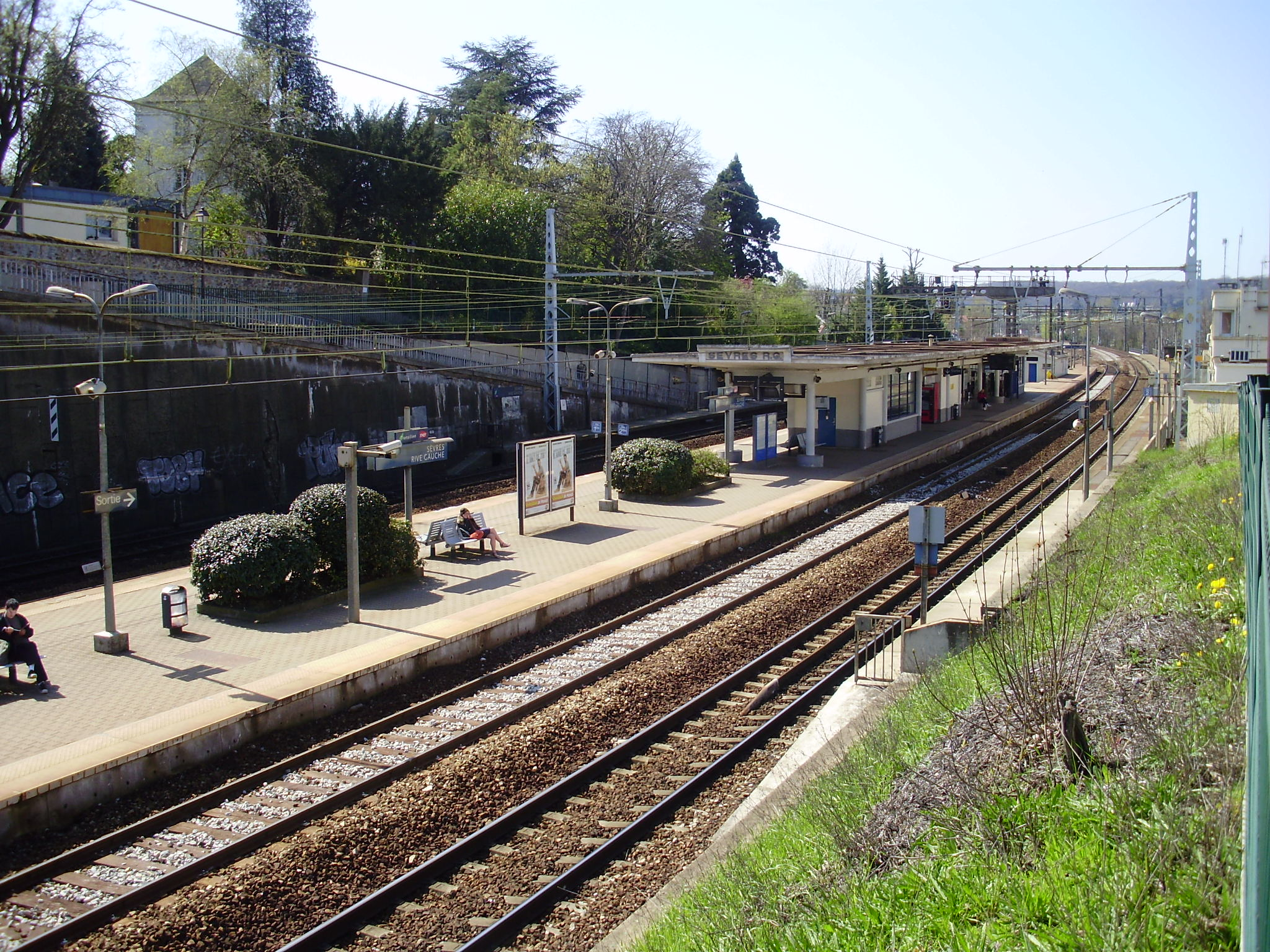
Le quai central.

## Histoire
Elle est mise en service le 10 septembre 1840 avec l'ouverture de la voie entre la gare de Paris-Montparnasse et la gare de Versailles-Rive-Gauche. À l'occasion du quadruplement des voies entre Montparnasse et Versailles, le bâtiment d'origine est démoli et reconstruit entre 1930 et 1935 dans un style fonctionnel Art déco, sur les plans d'Urbain Cassan.
Elle a alors été recouverte de petits carreaux de grès émaillés.
En 2018, selon les estimations de la SNCF, la fréquentation annuelle de la gare est de 2 206 400 voyageurs, nombre arrondi à la centaine la plus proche.
La gare a fait l'objet d'une restauration complète en 2019 visant à la remettre dans son état d'origine ; à cette occasion, les carreaux de grès manquants de la salle des pas perdus et de la façade sur le quai ont été refabriqués à l'identique par l'atelier Almaviva.
La gare a été l'une des neuf labellisées en 2019 Patrimoine d'intérêt régional par la région Île-de-France.

## Service des voyageurs

### Accueil
Gare SNCF, elle dispose d'un bâtiment voyageurs avec guichet, d'automate Transilien, d'automate Grandes lignes, du système d'information sur les circulations des trains en temps réel, de bandes d'éveil de vigilance sur les quais et de boucles magnétiques pour personnes malentendantes.
Elle est équipée d'un quai central et de deux quais latéraux encadrant quatre voies. Les deux quais latéraux servent uniquement en cas de problèmes ou de travaux sur les voies. Le changement de quai se fait par un passage souterrain. L'accès au quai central se fait soit par l'escalier, soit via l'ascenseur.

### Desserte
En 2019, la gare est desservie par des trains de la ligne N du Transilien :
- aux heures de pointe :
  - par train direct (branche Paris - Plaisir - Mantes-la-Jolie), à raison[7] d'un train toutes les 15 minutes, avec un temps de trajet d'environ 58 minutes depuis Mantes-la-Jolie, 31 minutes depuis Plaisir - Grignon et 11 minutes depuis Paris-Montparnasse,
  - par train direct (branche Paris - Rambouillet), à raison d'un train toutes les 15 minutes,
  - par train omnibus (relation Paris-Montparnasse - Sèvres-Rive-Gauche), à raison[7] d'un train toutes les 15 minutes, avec un temps de trajet d'environ 16 minutes depuis Paris-Montparnasse ;
- aux heures creuses (branches Paris - Rambouillet / Paris - Plaisir - Mantes-la-Jolie), à raison[7] d'un train toutes les 15 minutes, avec un temps de trajet d'environ 46 minutes depuis Rambouillet et 15 minutes depuis Paris-Montparnasse.

### Intermodalité
La gare est desservie par la ligne 179 du réseau de bus RATP et par la ligne 469 du réseau de bus GPSO.

## Galerie de photos

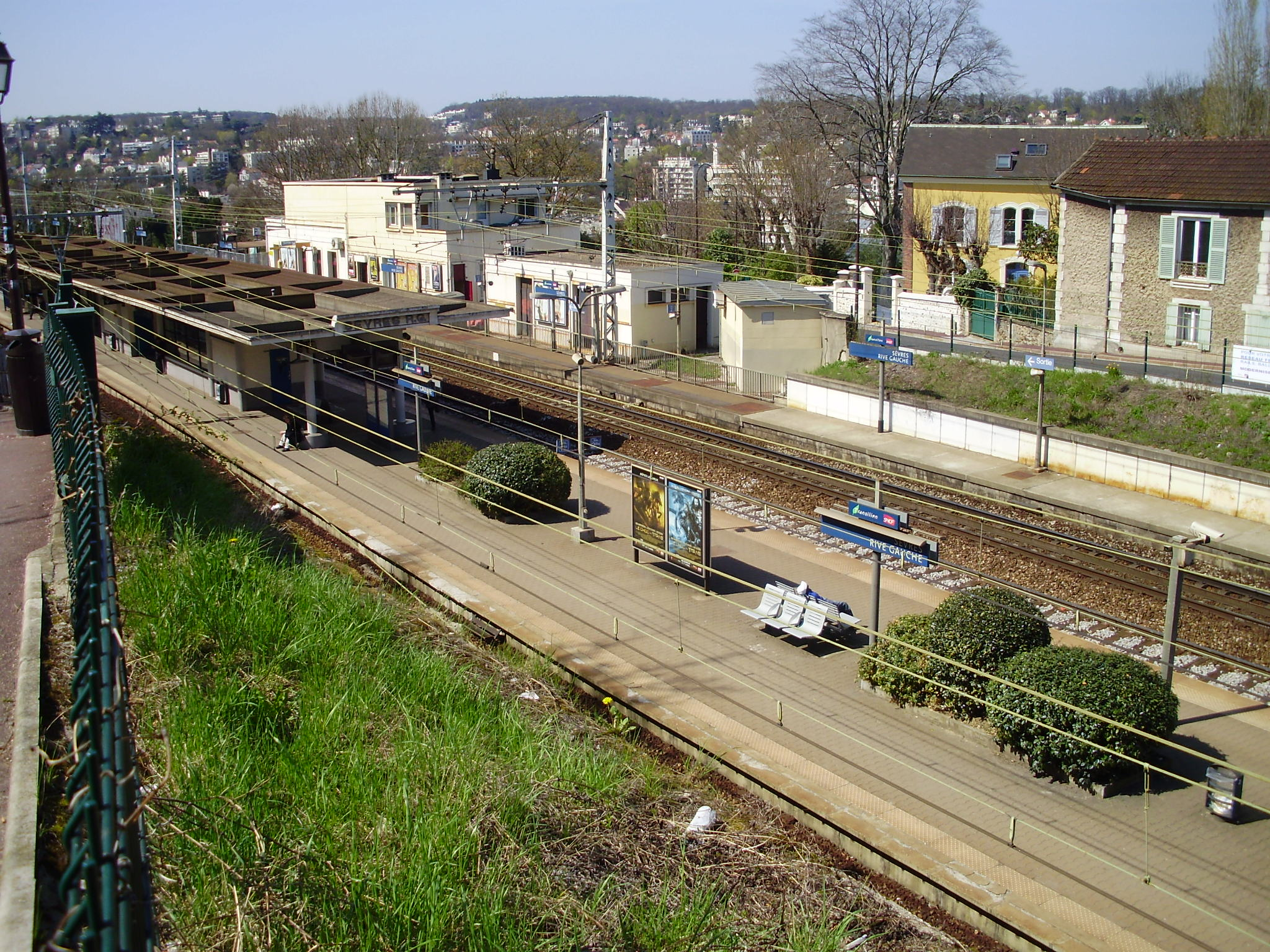
Le quai central avec le bâtiment de la gare au second plan.
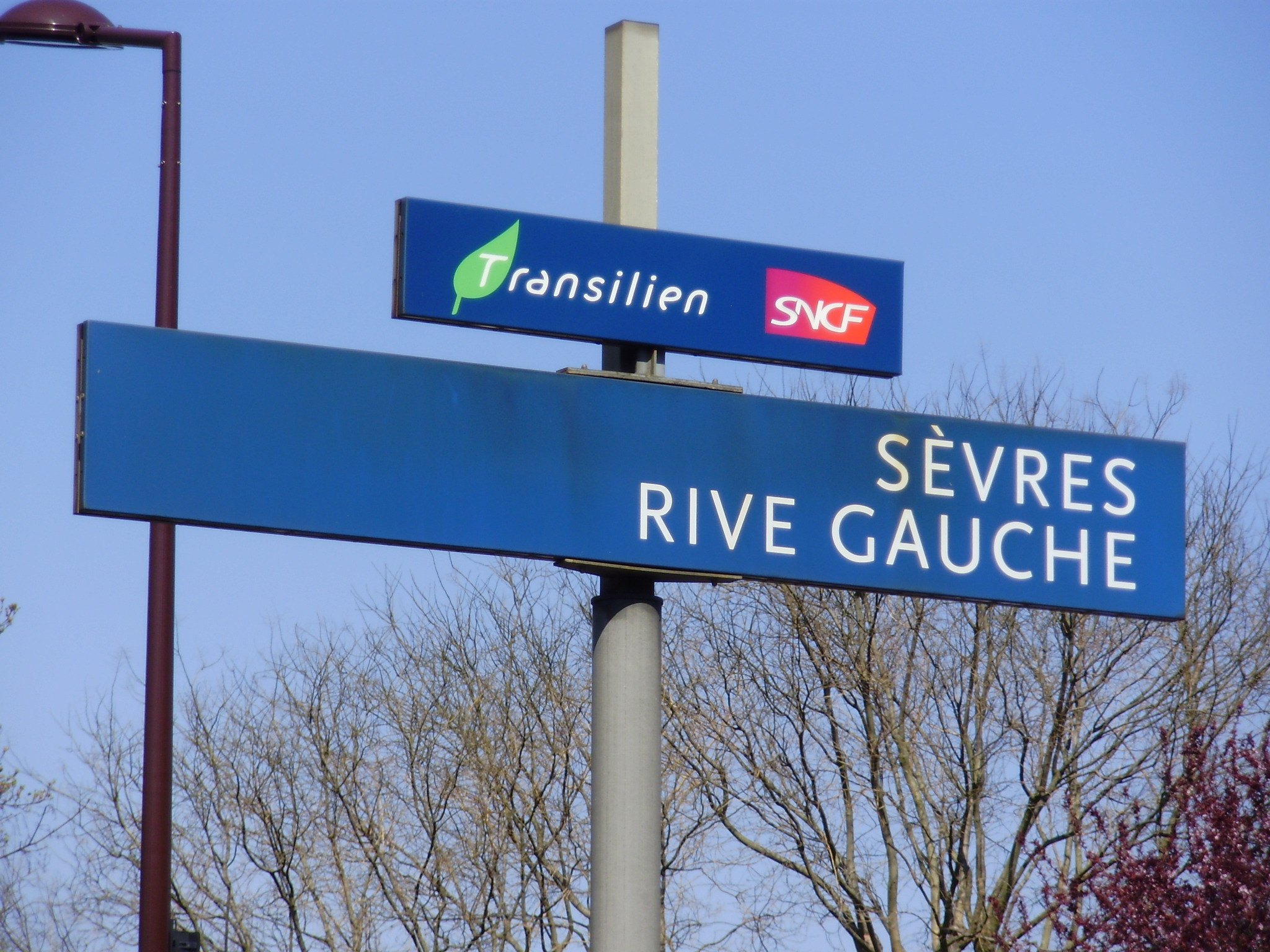
Panneau indiquant le nom de la gare.